# Stanisław Kubicki (geolog)
Stanisław Kubicki (ur. 25 października 1932 w Gdowie, zm. 21 kwietnia 1991 w Warszawie) – polski geolog, specjalista w zakresie geologii złóż surowców mineralnych.

## Młodość
Ojciec, Stanisław Kubicki, był emerytowanym robotnikiem Państwowego Monopolu Tytoniowego. Matka Zofia, z domu Mlonka, pracowała jako służąca.
W latach okupacji Stanisław Kubicki uzyskał wykształcenie podstawowe, a po wojnie ukończył w 1951 liceum ogólnokształcące w Gdowie. Jako prymus w nagrodę został skierowany na studia medyczne w Związku Radzieckim, na Uniwersytet w Rostowie nad Donem. W Rostowie okazało się, że na medycynie zabrakło miejsc, podjął więc studia geologiczne. W ramach studiów brał udział w dwóch ekspedycjach geologicznych do Kazachstanu. Podczas jednej z nich był naocznym świadkiem naziemnego wybuchu jądrowego w sąsiedztwie terenu badań. Uniwersytet ukończył w 1956, uzyskując tytuł magistra inżyniera na podstawie pracy Mineralogia, petrografia i geochemia Dżumanajskiego złoża złota w Kazachstanie, wykonanej pod kierunkiem kandydata nauk M. J. Uskowa.

## Praca
Skierowany nakazem pracy, we wrześniu 1956 rozpoczął pracę w Instytucie Geologicznym w Warszawie, w Zakładzie Złóż Rud Żelaza, kierowanym przez Romana Osikę. W latach 1957–1960 był asystentem. Badał mineralizację rudną w Górach Świętokrzyskich: hydrotermalną mineralizację kruszcową na dyslokacji Psar, w rejonie Wzdół Kamieńca, mineralizację syderytową w warstwach przejściowych między dolnym i środkowym dewonem (w kuwinie) oraz hematytową w ordowiku okolic Brzezin.
Od marca 1960 do maja 1962 pracował w Demokratycznej Republice Wietnamu jako geolog złożowy polskiej ekspedycji geologicznej w Wietnamie. Ekspedycja badała geologię obszaru Bao-ha nad Song Hong (Rzeką Czerwoną). Rozpoznał wówczas duże złoże limonitów Qui-xa, dokumentując jego zasoby. Wskazał przy tym, że złoże to ma charakter allochtoniczny, a nie czapy żelaznej miejscowych rud. Od listopada 1961 do maja 1962 pełnił też funkcję kierownika tej ekspedycji.
Po powrocie do Polski wszedł w skład zespołu Jerzego Znosko, badającego nowo odkryte suwalskie złoże magnetytów wanado- i tytanonośnych. Od 1962 pracował na stanowisku starszego asystenta. Przez rok, od października 1962, Stanisław Kubicki pełnił również funkcję kierownika Zakładu Złóż Rud Żelaza. W 1963 został adiunktem oraz kierownikiem Pracowni Petrografii i Geochemii we wspomnianym zakładzie. W 1966 otrzymał z Centralnego Urzędu Geologii Uprawnienia geologiczne w zakresie poszukiwania i rozpoznawania złóż kopalin stałych.
Następnie zajął się mineralogią rud suwalskich. Swoje badania podsumował w rozprawie doktorskiej Mineralizacja kruszcowa suwalskiego masywu zasadowego – ilmenit i siarczki, przygotowanej pod kierunkiem Romana Osiki i obronionej w 1974.
W latach 1973–1976 był kierownikiem Zakładu Geologii Złóż Rud Metali, a od 1977 – kierownikiem Pracowni Geologii Podłoża NE Polski w tymże Zakładzie.
W międzyczasie podsumował dotychczasowe badania krystalicznego podłoża polskiej części platformy wschodnioeuropejskiej. Wnioski zamieścił w opracowaniu archiwalnym z 1968 Ocena perspektyw i kierunki dalszych badań podłoża krystalicznego NE i E Polski. Od tej pory kontynuował studia różnych aspektów geologii i potencjału surowcowego tego podłoża. Wyniki tych badań przedstawiał m.in. w opracowaniach kartograficznych. Do najbardziej cenionych należy opublikowany w 1982 Atlas geologiczny podłoża krystalicznego polskiej części platformy wschodnioeuropejskiej, opracowany przez zespół specjalistów, kierowany przez S. Kubickiego wspólnie z W. Ryką, za który otrzymał zespołową Nagrodę Państwową II stopnia.
W roku 1980 S. Kubicki został powołany na stanowisko docenta.
Poza badaniami krystaliniku uczestniczył w pracach Międzynarodowej Komisji Mapy Geologicznej Świata oraz w przygotowywaniu Mapy Surowców Mineralnych Polski w skali 1:500 000, pod redakcją R. Osiki. Był redaktorem Mapy Złóż Surowców Mineralnych Przemysłu Metalurgicznego w skali 1:500 000 i współautorem encyklopedii Surowce mineralne świata, pod redakcją Andrzeja Bolewskiego i Huberta Gruszczyka oraz monografii Złoża surowców mineralnych, wydanej przez Instytut Geologiczny jako VI tom serii Budowa geologiczna Polski.
W latach 1980. Stanisław Kubicki skoncentrował się na badaniach syenitów ełckich i karbonatytów masywu Tajna. Był to także okres jego wyjazdów do Mongolii i Algierii w roli eksperta od geologii karbonatów. W 1983 został powołany na kierownika polsko-mongolskiej grupy rekonesansowej, której celem było wytypowanie na Gobi rejonów z karbonatytami dla poszukiwań mineralizacji pierwiastków ziem rzadkich. Wybrano masyw Ługin-goł. W 1984 S. Kubicki z Januszem Uberną przygotował projekt dalszych badań tego masywu. W tymże roku otrzymał stopień Dyrektora górniczego II stopnia.
W 1986 wyjechał jako konsultant w Hoggar na Saharze, gdzie ekipa algierskiego przedsiębiorstwa górniczego EREM (Entreprise Nationale de Récherche Minière) pod kierunkiem Andrzeja Stachowiaka poszukiwała karbonatytów z mineralizacją ziem rzadkich. S. Kubicki był tam najpierw na rekonesansie, a potem przy rozpoznawaniu karbonatytów rejonu In Rabir.
S. Kubicki opublikował około 30 prac i opracował ponad 40 pozycji archiwalnych.
Zmarł nagle 21 kwietnia 1991 w Warszawie. Jest pochowany we Wrociszewie pod Warką.

## Odznaczenia i nagrody
- Odznaka „Przodownik Pracy Socjalistycznej”,1972
- Medal 30-lecia Polski Ludowej, 1974
- Złoty Krzyż Zasługi, 1975
- Złota Odznaka „Zasłużony dla polskiej geologii”, 1981
- Medal 40-lecia Polski Ludowej, 1984
- Nagroda Zespołowa II stopnia za Udział w odkryciu i udokumentowaniu nowych zasobów złóż cynku i ołowiu.
- Zespołowa Nagroda Państwowa II stopnia za Atlas geologiczny podłoża krystalicznego polskiej części platformy wschodnioeuropejskiej.

## Wybrane publikacje
- Kubicki S., 1967, Gisement de limonites de Qui-xa. W: Travaux de l’expédition géologique polonaise au Vietnam. Biul. IG, 177, 277-300. Warszawa.
- Kubicki S., Ryka W. and Znosko J., 1972, Tektonika podłoża krystalicznego prekambryjskiej platformy w Polsce. Kwart. Geol., 16, 523-545, Warszawa.
- Kubicki S. and Siemiątkowski J., 1973, Uwagi o okruszcowaniu. W: Łaszkiewicz A. (red.), Skały platformy prekambryjskiej w Polsce. Cz. 1., Prace Inst. Geol., 68, 120-123, Warszawa.
- Karaczun K., Kubicki S. and Ryka W., 1975, Mapa geologiczna podłoża krystalicznego platformy wschodnioeuropejskiej w Polsce 1: 500 00, Wyd. Geol., Warszawa.
- Kubicki S. and Siemiątkowski J., 1979, Mineralizacja kruszcowa w suwalskim masywie zasadowym. Biul. Inst. Geol. 316, 5-136, Warszawa.
- Kubicki S. and Ryka W., 1982, Atlas geologiczny podłoża krystalicznego polskiej części platformy wschodnioeuropejskiej. Wyd. Geol., Warszawa.
- Elżbieta Bareja and Kubicki S., 1983, Mineralizacja sjenitów ełckich w strefach przeobrażeń metasomatyczno-hydrotermalnych (NE Polska), Kwart. Geol. v. 27, s. 215–223, Warszawa.
- Kubicki S., 1984, Mineralization in the Crystalline Basement in North-Eastern Poland. Biul. IG, 347, 49-54, Warszawa.
- Kubicki S. and Ryka W., 1984, Późnokambryjski magmatyzm platformowy i karbonatyty w polskiej części platformy wschodnioeuropejskiej. Przegl. Geol., 32, 5, 252-260, Warszawa.
- Kubicki S., 1992, An outline of geological structure of the Tajno massif. Prace PIG, 139, 7-13, Warszawa.